# Ella Kovacs
Ella Kovacs, född den 11 december 1964, är en rumänsk före detta friidrottare som tävlade i medeldistanslöpning främst 800 meter.
Kovacs var bland de världsledande på 800 meter under början av 1990-talet. Totalt vann hon tre bronsmedaljer vid VM tävlingar. Två gånger utomhus, både vid VM i Tokyo 1991 på tiden 1.57,58 och vid VM i Stuttgart 1993 på tiden 1.57,92. Hon blev dessutom bronsmedaljör inomhus vid VM i Sevilla 1991 denna gång på tiden 2.01,79.
Vid Olympiska sommarspelen 1992 slutade hon på sjunde plats. Hennes sista mästerskap blev VM 1995 där hon inte tog sig vidare från semifinalen.

## Personliga rekord
- 800 meter - 1.55,68